# Ambikapur Part-X
Ambikapur Part-X là một thị trấn thống kê (census town) của quận Cachar thuộc bang Assam, Ấn Độ.

## Nhân khẩu
Theo điều tra dân số năm 2001 của Ấn Độ, Ambikapur Part-X có dân số 10.014 người. Phái nam chiếm 53% tổng số dân và phái nữ chiếm 47%. Ambikapur Part-X có tỷ lệ 71% biết đọc biết viết, cao hơn tỷ lệ trung bình toàn quốc là 59,5%: tỷ lệ cho phái nam là 75%, và tỷ lệ cho phái nữ là 66%. Tại Ambikapur Part-X, 12% dân số nhỏ hơn 6 tuổi.